# Jönköping
Jönköping este un oraș în Suedia.

## Demografie
| \| Evoluția demografică a zonei urbane Jönköping, 1970–2015 \| Evoluția demografică a zonei urbane Jönköping, 1970–2015 \| Evoluția demografică a zonei urbane Jönköping, 1970–2015 \| Evoluția demografică a zonei urbane Jönköping, 1970–2015 \| Evoluția demografică a zonei urbane Jönköping, 1970–2015 \| \| --------------------------------------------------------------------------------------- \| -------------------------------------------------------- \| -------------------------------------------------------- \| -------------------------------------------------------- \| -------------------------------------------------------- \| \| An \| \| \| Locuitori \| \| \| 1970 \| 1970 \| \| 80.693 \| 80.693 \| \| 1975 \| 1975 \| \| 78.650 \| 78.650 \| \| 1980 \| 1980 \| \| 76.027 \| 76.027 \| \| 1990 \| 1990 \| \| 76.275 \| 76.275 \| \| 1995 \| 1995 \| \| 79.914 \| 79.914 \| \| 2000 \| 2000 \| \| 81.372 \| 81.372 \| \| 2005 \| 2005 \| \| 84.423 \| 84.423 \| \| 2010 \| 2010 \| \| 89.396 \| 89.396 \| \| 2015 \| 2015 \| \| 93.797 \| 93.797 \| \| Sursa: SCB - Statistika Centralbyrån, Folkmängden per tätort. Vart femte år 1960 - 2016 \| \| \| \| \| |      |  |           |        |
| Evoluția demografică a zonei urbane Jönköping, 1970–2015 |      |  |           |        |
| An |      |  | Locuitori |        |
| 1970 | 1970 |  | 80.693    | 80.693 |
| 1975 | 1975 |  | 78.650    | 78.650 |
| 1980 | 1980 |  | 76.027    | 76.027 |
| 1990 | 1990 |  | 76.275    | 76.275 |
| 1995 | 1995 |  | 79.914    | 79.914 |
| 2000 | 2000 |  | 81.372    | 81.372 |
| 2005 | 2005 |  | 84.423    | 84.423 |
| 2010 | 2010 |  | 89.396    | 89.396 |
| 2015 | 2015 |  | 93.797    | 93.797 |
| Sursa: SCB - Statistika Centralbyrån, Folkmängden per tätort. Vart femte år 1960 - 2016 |      |  |           |        |

## Personalități născute aici
- Ernst Rosell (1881 - 1953), trăgător de tir;
- Gunnar Utterberg (1942 - 2021), sportiv la canoe sprint⁠(d);
- Björn Ferm (n. 1944), sportiv la scrimă;
- Agnetha Fältskog (n. 1950), cântăreață;
- Louise Marmont (n. 1967), jucătoare de curling;
- Magnus Erlingmark (n. 1968), fotbalist;
- Adam Johansson (n. 1983), fotbalist;
- Filippa Idéhn (n. 1990), handbalistă.